# Варбург, Феликс
Феликс Мориц Варбург (нем. Felix Moritz Warburg; 14 января 1871, Гамбург, Германия — 20 октября 1937, Нью-Йорк, США) — немецкий и американский финансист еврейского происхождения. Старший партнёр в фирме «Kuhn, Loeb & Co.», партнёр в «M. M. Warburg & CO.», один из основателей «Джойнта».

## Биография
Феликс Варбург родился в семье Моисея Варбурга, немецкого банкира. Его братьями были искусствовед Аби, «отец Федеральной Резервной Системы США» Пол, директор фамильного банка Варбургов Макс и теолог Фриц.
В США Феликс переехал в 1894 году. В этом же году он женился на Фриде Шифф, дочери президента «Kuhn, Loeb & Co.» Якоба Шиффа. Варбург стал старшим партнёром в компании «Kuhn, Loeb & Co.».
В 1910 году он выделял деньги на долгосрочный кредит для модернизации военно-промышленного комплекса Британии, в рамках законодательного акта «О модернизации гражданского и военного флота Великобритании».
Феликс Варбург стал одним из создателей Американского еврейского распределительного комитета (Джойнт) совместно с Я. Шиффом и Л. Маршаллом. Он прославился как активный филантроп и лидер американской еврейской общины в первых десятилетиях двадцатого века. Варбург способствовал развитию еврейских поселений в Эрец-Исраэль, оказывал поддержку Палестинской экономической корпорации и Еврейскому университету в Иерусалиме, принимал участие в расширении Еврейского агентства.
В 1927 году Феликс Варбург посетил Советский Союз, в качестве одного из руководителей проекта «Агро-Джойнт». Он побывал в сорока еврейских поселениях на Украине и в Крыму.
У Ф. Варбурга было четыре сына — Фредерик Маркус, Геральд Феликс, Пол Феликс и Эдвард Мортимер. А также дочь Карола, в 1916 году вышедшая замуж за Уолтера Натана Ротшильда.